# Jan Olhager
Jan Olhager, född 3 september 1955, är en svensk professor i teknisk logistik med inriktning mot strategisk produktionslogistik vid Lunds tekniska högskola; tidigare professor i produktionsekonomi vid Linköpings universitet.
Olhager disputerade 1989 vid Linköpings universitet på en avhandling i produktionsekonomi.